# Joseph Turagabeci
Osea W Tikomallepanoni Joseph Turagabeci (ur. 19 listopada 1994 w Suvie) – fidżyjski piłkarz grający na pozycji napastnika. Od 1 września 2017 nie posiada klubu.
Uczestnik Letnich Igrzysk Olimpijskich 2016. Jego ojciec również był piłkarzem.

## Kariera klubowa

### Wczesne lata
Turagabeci przeprowadził się wraz z rodziną do Nowej Zelandii w 2000 roku. Zaczął grać w piłkę na studiach, mając wówczas 15 lat. Jako junior, Turagabeci grał w Auckland United FC. 1 lipca 2014 roku przeniósł się do Waitakere City FC. Zadebiutował w jego barwach w wieku 18 lat na ostatnim roku studiów.

### Suva FC
Turagabeci zaliczył debiut dla Suva FC 30 czerwca 2016 roku. Było to wygrane 6:0 spotkanie przeciwko Nadroga FC. Odbyło się ono w ramach Vodafone Fiji FACT i miało miejsce w Labasie. Dawniej grał tam ojciec Turagabeciego.

## Kariera reprezentacyjna

### Igrzyska Olimpijskie
Turagabeci znalazł się w kadrze Fidżi na Letnie Igrzyska Olimpijskie 2016. Odrzucił on oferty trzech czołowych klubów z Nowej Zelandii, by móc na nich zagrać. Turagabeci rozegrał jedno spotkanie na Igrzyskach. Był to mecz przeciwko Niemcom, przegrany 0:10.
| Mecze i gole w reprezentacji | Mecze i gole w reprezentacji | Mecze i gole w reprezentacji | Mecze i gole w reprezentacji | Mecze i gole w reprezentacji | Mecze i gole w reprezentacji | Mecze i gole w reprezentacji | Mecze i gole w reprezentacji     |
| Fidżi U-17                   | Fidżi U-17                   | Fidżi U-17                   | Fidżi U-17                   | Fidżi U-17                   | Fidżi U-17                   | Fidżi U-17                   | Fidżi U-17                       |
| Lp.                          | Data                         | Miejsce                      | Gospodarz                    | Gość                         | Wynik                        | Gol                          | Rozgrywki                        |
| ---------------------------- | ---------------------------- | ---------------------------- | ---------------------------- | ---------------------------- | ---------------------------- | ---------------------------- | -------------------------------- |
| 1.                           | 08.01.2011                   | Auckland                     | Samoa Amerykańskie U-17      | Fidżi U-17                   | 0:9                          |                              | Puchar Narodów Oceanii U-17 2011 |
| 2.                           | 10.01.2011                   | Auckland                     | Papua-Nowa Gwinea U-17       | Fidżi U-17                   | 2:1                          |                              | Puchar Narodów Oceanii U-17 2011 |
| 3.                           | 12.01.2011                   | Auckland                     | Nowa Zelandia U-17           | Fidżi U-17                   | 1:0                          |                              | Puchar Narodów Oceanii U-17 2011 |
| 4.                           | 14.01.2011                   | Auckland                     | Vanuatu U-17                 | Fidżi U-17                   | 3:0                          |                              | Puchar Narodów Oceanii U-17 2011 |
| Fidżi U-23                   |                              |                              |                              |                              |                              |                              |                                  |
| Lp.                          | Data                         | Miejsce                      | Gospodarz                    | Gość                         | Wynik                        | Gol                          | Rozgrywki                        |
| 8.                           | 10.08.2016                   | Belo Horizonte               | Niemcy U-23                  | Fidżi U-23                   | 10:0                         |                              | Letnie Igrzyska Olimpijskie 2016 |